# Церква святих Володимира і Ольги (Базниківка)
Церква святих Володимира і Ольги в Базниківці — парафія і храм греко-католицької громади Бережанського деканату Тернопільсько-Зборівської архієпархії Української греко-католицької церкви в селі Базниківка Тернопільського району Тернопільської области.

## Історія церкви
Це — дочірня парафія, що діє з 1997 року. Храм був збудований того ж року за проєктом архітектора Василя Зорика та на пожертви громади вулиці Соколиця села Базниківка.
У 1997 році храм освятив тодішній Бережанський декан о. Іван Хрептак з благословення владики Зборівської єпархії Михаїла Колтуна.
Катехизацію в церкві проводить священник. У 2012 році на парафії відбулося два хрещення, вінчань і похоронів не було.

## Парохи
- о. Петро Статків (1997—1998),
- о. Володимир Кіселик (з 1998).